# Bahnstrecke Kojetín–Tovačov
| Kursbuchstrecke (SŽ): | 304                  |                              |                              |
| Streckenlänge: | 10,762 km            |                              |                              |
| Spurweite: | 1435 mm (Normalspur) |                              |                              |
| Streckenklasse: | C3                   |                              |                              |
| Streckengeschwindigkeit: | 60 km/h              |                              |                              |
| |                      |                              |                              |
| \| \| \| von Český Těšín (vorm. KFNB) \| \| \| \| \| von Přerov (vorm. KFNB) \| \| \| \| 0,000 \| Kojetín \| Kojetín \| \| \| \| nach Brno (vorm. KFNB) \| \| \| \| 3,753 \| Uhřičice obec \| Uhřičice obec \| \| \| 5,310 \| Uhřičice \| Uhřičice \| \| \| \| Valová \| \| \| \| 7,773 \| Lobodice \| Lobodice \| \| \| 8,30 \| Hl. Skašov \| Hl. Skašov \| \| \| \| vlečka PREFA, štěrkovna \| \| \| \| 9,840 \| Oplocany \| Oplocany \| \| \| \| Blata \| \| \| \| \| vlečka PREFA \| \| \| \| 10,762 \| Tovačov \| Tovačov \| |                      |                              |                              |
| Strecke |                      | von Český Těšín (vorm. KFNB) | von Český Těšín (vorm. KFNB) |
| Abzweig geradeaus und von rechts |                      | von Přerov (vorm. KFNB)      | von Přerov (vorm. KFNB)      |
| Bahnhof | 0,000                | Kojetín                      | Kojetín                      |
| Abzweig geradeaus und nach links |                      | nach Brno (vorm. KFNB)       | nach Brno (vorm. KFNB)       |
| Haltepunkt / Haltestelle | 3,753                | Uhřičice obec                | Uhřičice obec                |
| ehemaliger Haltepunkt / Haltestelle | 5,310                | Uhřičice                     | Uhřičice                     |
| Brücke über Wasserlauf |                      | Valová                       | Valová                       |
| Haltepunkt / Haltestelle | 7,773                | Lobodice                     | Lobodice                     |
| Blockstelle | 8,30                 | Hl. Skašov                   | Hl. Skašov                   |
| Abzweig geradeaus und nach rechts |                      | vlečka PREFA, štěrkovna      | vlečka PREFA, štěrkovna      |
| Haltepunkt / Haltestelle | 9,840                | Oplocany                     | Oplocany                     |
| Brücke über Wasserlauf |                      | Blata                        | Blata                        |
| Abzweig geradeaus und von rechts |                      | vlečka PREFA                 | vlečka PREFA                 |
| Kopfbahnhof Streckenende | 10,762               | Tovačov                      | Tovačov                      |

Die Bahnstrecke Kojetín–Tovačov ist eine regionale Eisenbahnverbindung in Tschechien, die ursprünglich von der k.k. priv. Kaiser Ferdinands-Nordbahn (KFNB) als Lokalbahn Kojetein–Tobitschau erbaut und betrieben wurde. Die heute nur noch dem Güterverkehr dienende Strecke verläuft von Kojetín (Kojetein) nach Tovačov (Tobitschau).
Nach einem Erlass der tschechischen Regierung ist die Strecke seit dem 20. Dezember 1995 als regionale Bahn („regionální dráha“) klassifiziert.

## Geschichte
Die Konzession für die Lokalbahn Kojetein–Tobitschau erhielt die KFNB am 23. Juli 1889. Teil der Konzession war die Verpflichtung, die Strecke binnen einem und einem halben Jahr fertigzustellen und „dem öffentlichen Verkehre zu übergeben“. Ausgestellt war die Konzession bis zum 31. Dezember 1975. Eröffnet wurde die Strecke am 1. Oktober 1895 für den Reiseverkehr und am 18. November 1895 für den Güterverkehr. Den Betrieb führte die KFNB selbst aus.
Nach der Verstaatlichung der KFNB am 1. Jänner 1906 gehörte die Strecke zum Netz der k.k. Staatsbahnen (kkStB). Ab 1. Jänner 1907 übernahmen die kkStB auch die Betriebsführung. Im Jahr 1912 wies der Fahrplan der Lokalbahn fünf gemischte Zugpaare 2. und 3. Klasse aus. Sie benötigten für die elf Kilometer lange Strecke etwa eine halbe Stunde.
Nach dem Ersten Weltkrieg kam die Strecke zu den neu gegründeten Tschechoslowakischen Staatsbahnen (ČSD). 

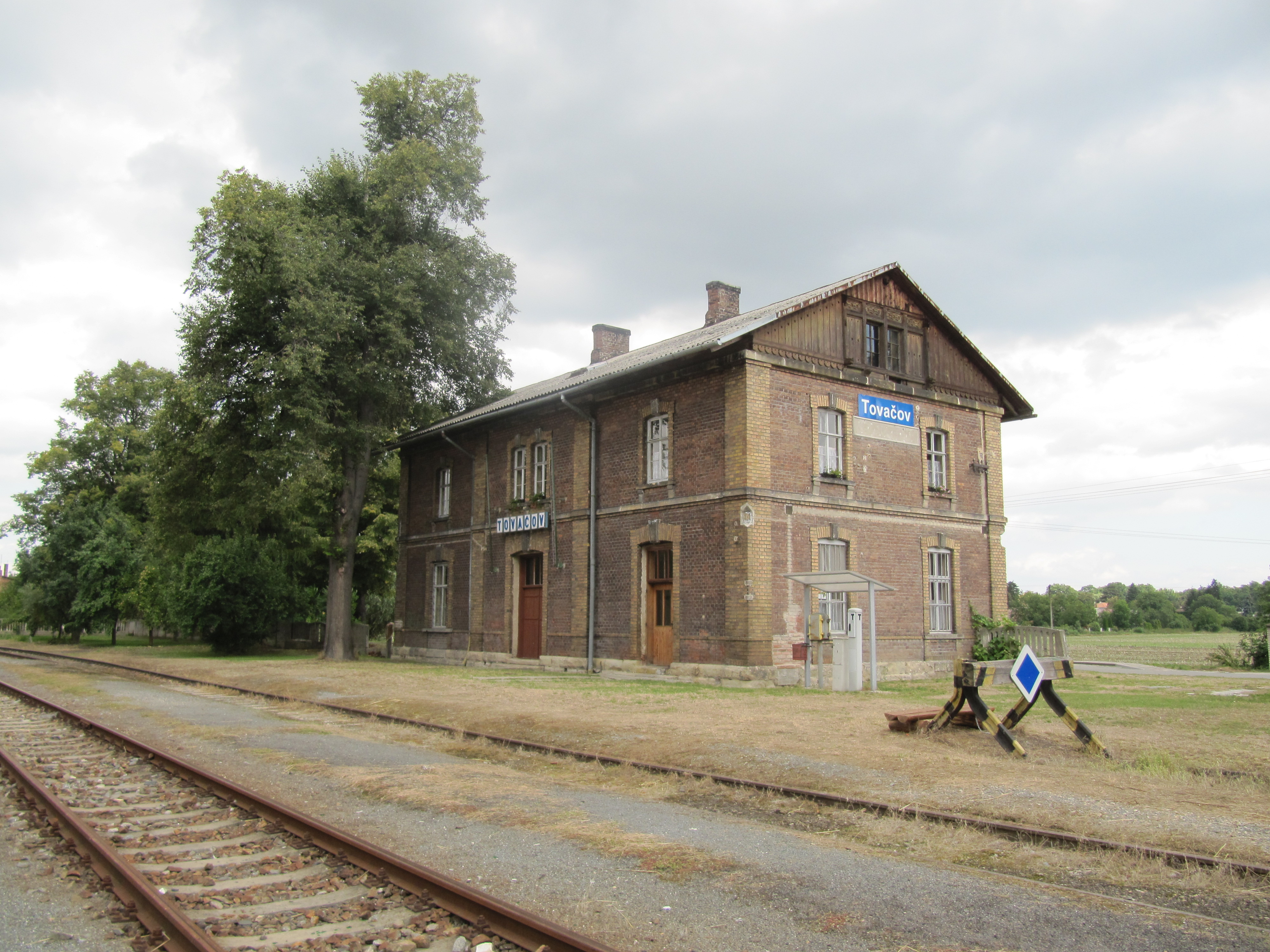
Bahnhof Tovačov (2013)

Mitte der 1930er Jahre kam es mit dem Einsatz moderner Motorzüge sowohl zu einer signifikanten Verdichtung des Fahrplanes als auch zu einer deutlichen Fahrzeitverkürzung. Der Winterfahrplan von 1937/38 verzeichnete neun Personenzugpaare 3. Klasse, von denen sieben als Motorzug verkehrten.
Im Zweiten Weltkrieg lag die Strecke zur Gänze im Protektorat Böhmen und Mähren. Betreiber waren jetzt die Protektoratsbahnen Böhmen und Mähren (ČMD-BMB). Am 9. Mai 1945 kam die Strecke wieder vollständig zu den ČSD.
Am 30. Mai 1981 wurde der Reiseverkehr zugunsten einer Autobuslinie eingestellt. Seitdem dient die Strecke nur noch dem Güterverkehr. 
Am 1. Januar 1993 ging die Strecke im Zuge der Auflösung der Tschechoslowakei an die neu gegründeten České dráhy (ČD) über. Seit 2003 gehört sie zum Netz des staatlichen Infrastrukturbetreibers Správa železniční dopravní cesty (SŽDC).
Heute wird die Strecke zu bestimmten Terminen auch für Sonderfahrten mit historischen Fahrzeugen benutzt. Veranstalter dieser Fahrten ist der Verein „Kromeřížská dráha o.s.“ mit Sitz in Bystřice pod Hostýnem.